# Prevlaka Suwałki
Prevlaka Suwałki ili koridor Suwałki (polj. przesmyk suwalski ili korytarz suwalski; let. Suvalkų koridorius ili Suvalkų tarpas; bjelorus. сувалкскі калідор; rus. сувалкский коридор) rijetko je naseljeno područje jugozapadno od granice Litve i Poljske između Bjelorusije i ruske eksklave Kalinjingradske oblasti. Dobila je ime po poljskom gradu Suwałki u Podlaskom vojvodstvu. Područje je stratešku i vojnu važnost dobilo pridruživanjem Poljske i baltičkih država NATO-u.
Granica između Poljske i Litve određena je Suwałkijskim sporazumom 1920., no sporazum nije bio od velike važnosti u međuratnom razdoblju jer su se u to vrijeme poljske zemlje protezale sjevernije i istočnije, a tijekom hladnoga rata socijalistička Litva bila je dijelom Sovjetskog Saveza dok je komunistička Poljska pripadala Varšavskomu ugovoru pod vodstvom Sovjetskoga Saveza. Nakon raspada Sovjetskoga Saveza i Varšavskoga ugovora bivše socijalističke zemlje koje nisu pripadale SSSR-u i sve tri baltičke države pridružile su se NATO-u. To je stvorilo ranjivu točku unutar teritorija NATO-a jer bi obrana baltičkih država u možebitnomu vojnom sukobu s Rusijom mogla biti ugrožena ako ruska vojska uspije okupirati prostor prevlake. Okupacija toga područja odsjekla bi baltičke zemlje od drugih zemalja pripadnica NATO-a, a to bi njihovu obranu dugoročno učinilo gotovo nemogućom. Strahovanja NATO-a oko prevlake Suwałki pojačala su se nakon 2014. kada je Rusija anektirala Krim i pokrenula rat u Donbasu, a dodatno su se povećala nakon ruske invazije na Ukrajinu u veljači 2022. Strateška ranjivost potaknula je NATO da poveća svoju vojnu nazočnost na području prevlake, što je izazvalo utrku u naoružanju te gomilanje postrojbi i vojne tehnike na obje strane.
Prevlaka Suwałki zbog svojega položaja ima i veliku prometnu i gospodarsku važnost, što su uvidjele i Rusija i zemlje Europske unije. Tijekom 1990-ih i ranih 2000-ih Rusija je pokušala pregovarati o prekograničnomu koridoru za povezivanje svoje eksklave Kalinjingradske oblasti s Grodnom u Bjelorusiji, ali Poljska, Litva i EU nisu na to pristale. Prijevoz robe iz Rusije u Kalinjingrad nakratko je prekinut u ljeto 2022. kao posljedica sankcija zbog ruske invazije na Ukrajinu, ali nešto kasnije Litva i Europska unija ponovo su dopustile promet uz određena tranzitna ograničenja. Prevlakom Suwałki prolazi brza cesta S61 koja je trenutačno u izgradnji s poljske strane i bit će vitalna poveznica Finske i baltičkih država s ostatkom Europske unije.

## Geografija i povijesna pozadina
Prevlaka Suwałki rijetko je naseljeno područje u Podlaskom vojvodstvu u sjeveroistočnome dijelu Poljske. Ovo brdovito područje, jedno od najhladnijih u Poljskoj, nalazi se na zapadnim rubovima Istočnoeuropske nizine. Presijecaju ga brojne riječne doline i duboka jezera (kao što su Hańcza i Wigry), a veći dio područja prekriven je gustim šumama (uključujući i prašumu Augustów) i močvarama, poput onih u Nacionalnom parku Biebrza. Zapadno od Prevlake smješteno je još jedno jezerima bogato područje poznato kao Mazurija. Gospodarski je relativno slabo razvijeno (drvna industrija), cestovna mreža je rijetka, a najbliža velika zračna luka udaljena je nekoliko stotina kilometara. Kroz područje prolaze samo dvije ceste s barem jednom trakom u svakom smjeru i jedna željeznička linija koja povezuje Poljsku s Litvom. Područje je nastanjeno etničkim manjinama, osobito Ukrajincima, Litavcima (u blizini granice s Litvom) i Rusima, ali potonji nisu brojni na poljskome području.
Poljska i Litva stekle su neovisnost nakon Prvoga svjetskog rata, no ubrzo su počele međusobno ratovati radi uspostavljanja nadzora nad što većim dijelom teritorija koje su mogle vojno zadržati. Dok je Litva polagala pravo na većinski poljski grad Suwałki i Vilnius, na kraju ih nije uspjela kontrolirati. Suwałkijskim sporazumom dogovoreno je da Suwałki pripadne Poljskoj, dok su Vilnius zauzeli Poljaci u operaciji pod lažnom zastavom poznatoj kao pobuna Żeligowskog. U međuratnom razdoblju Suwałki je bio izbočina Poljske u okolnu Litvu i Istočnu Prusku (dio Weimarske Njemačke) i imala je malu stratešku važnost.
Nakon Drugoga svjetskog rata okolica Königsberga (preimenovana u Kalinjingrad ubrzo nakon rata) uključena je u sastav Ruske SFSR kao dio Sovjetskoga Saveza i veći dio sovjetske vladavine bila je zatvoreno područje. Litva je postala saveznom republikom unutar SSSR-a, dok je Poljska došla pod sovjetsku sferu utjecaja i pridružila se Varšavskome ugovoru. Sve do raspada Sovjetskog Saveza, jedini istočni (i sjeverni) susjed Poljske bio je SSSR, stoga, kao i u međuratnom razdoblju, prostor u vojnomu smislu nije bio ni od kakva veća značaja. To se temeljito promijenilo nakon 1991., kada je Kalinjingradska oblast postala eksklava Rusije, pritisnuta između Poljske i Litve. Susjedne zemlje Kalinjingradske oblasti ušle su u Europsku uniju i Sjevernoatlantski savez (NATO), čime uska prevlaka razdvaja ruski teritorij Kalinjingradske oblasti od vojno-političkoga saveza Rusije i Bjelorusije. Estonski predsjednik Toomas Hendrik Ilves za taj vojno i politički važan djelić poljskoga teritorija u travnju 2015. osmislio naziv »prevlaka Suwałki« (eng. Suwałki gap), netom prije sastanka s Ursulom von der Leyen (tada njemačkom ministricom obrane) kako bi istaknuo ranjivost toga područja za sigurnost baltičkih država.

## Politička i gospodarska važnost

### Ruski koridor
Prvi se put o ustrojavanju posebnog koridora između Kalinjingrada i Bjelorusije (koji je planirao ići preko Poljske) raspravljalo 1990. godine, tijekom sastanka između Jurija Šemonova, visokoga dužnosnika u Kalinjingradskoj oblasti, Nikolaja Rižkova, tadašnjega premijera Sovjetskoga Saveza i Mihaila Gorbačova, tadašnjega predsjednika Sovjetskoga Saveza. Dok je Rižkov podržavao ideju, Gorbačov je stavio veto na prijedlog procijenivši da bi pripajanje toga uskoga koridora poljske zemlje stvorilo velike napetosti, te je pozvao drugu dvojicu na „prestanak širenja panike”.
Nakon što se Sovjetski Savez raspao, Kalinjingrad je ostao odsječen od Rusije, pa su Rusi nastojali osigurati kopnenu tranzitnu rutu iz eksklave ne teritorij Rusije preko Bjelorusije. Nakon početnih priprema, Poljska i Rusija su se potpisivanjem ugovora obvezale na otvaranje graničnoga prijelaza u blizini poljskoga grada Gołdapa na samoj granici Poljske i Kalinjingradske oblasti. Nedugo zatim ruska je vlada objavila svoju namjeru izgradnje posebnoga „koridora” između novootvorena graničnoga prijelaza blizu Goldapa i graničnoga grada Grodnog u Bjelorusiji, pravdajući ovu odluku potrebom bliske gospodarske veze Kalinjingradske eksklave s matičnom zemljom. Rusija je tu ideju prenijela poljskoj strani 1994. godine i dodatno je nastojala zaobići Litvu s kojom je imala zategnute diplomatske odnose. U početku je ideja izazvala slabi interes, ali opsežne rasprave su uslijedile 1996., kada je tadašnji ruski predsjednik Boris Jeljcin, izjavio da će pregovarati s poljskom stranom o traženju dozvole za izgradnju autoceste, navodeći kao razlog visoke troškove tranzita preko Litve.
Najviši dužnosnici poljske vlade odbili su prijedlog, koji su smatrali sličnim zahtjevu Trećega Reicha za prekograničnom vezom preko poljskoga koridora neposredno prije invazije na Poljsku 1939., predočujući ga činom neprijateljstva. Taj je osjećaj pojačan čestom uporabom riječi "koridor" među ruskim dužnosnicima. Tadašnji poljski predsjednik Aleksander Kwaśniewski izrazio je zabrinutost zbog utjecaja izgradnje ceste na okoliš, dok su neki političari iz tadašnje vladajuće koalicije (SLD – PSL) tvrdili da bi koridor uzrokovao pogoršanje poljsko-litavskih diplomatskih odnosa. U medijima se pojavilo nekoliko izvješća o sklonosti područnih vlasti Vojvodstva Suwałki (poljska administrativna jedinica do reforme 1998.) izgradnji koridora i o početku razgovora o njegovoj izgradnji kako bi ublažili svoje gospodarske probleme, čak i o potpisivanju sporazuma s vlastima Grodnenske oblasti u Bjelorusiji za promicanje izgradnje cestovne veze preko graničnoga prijelaza u Lipszczanyu. Cezary Cieślukowski, tadašnji vojvoda od Suwałkija za kojega su mediji tvrdili da podupire tu ideju, odlučno je zanijekao podržavanje prijedloga, a nikakvi dokazi za to (poput planova ili procjena troškova) nisu pronađeni u unutarstranačkoj istrazi. Kada je poljska agencija odgovorna za održavanje cesta GDDKiA ažurirala svoje planove za mrežu brzih cesta 1996., predložena cestovna poveznica nije prikazana.
Tema se vratila u žarište javnosti 2001. – 2002. kada su Poljska i Litva pregovarale o pristupanju Europskoj uniji. Ruski građani u Kalinjingradu bili su suočeni s mogućnošću korištenja putovnica prilikom tranzita prema Rusiji i podnošenja zahtjeva za izdavanjem viza za prelazak granice novih zemalja Europske unije, što je izazvalo bijes ruskog tiska. Rusija je stoga predložila Europskoj komisiji omogućavanje mjesnomu stanovništvu 12-satni besplatni tranzit posebnim koridorima u Poljskoj i Litvi, ali taj je prijedlog odbijen. Drugi je prijedlog predviđao prijevoz putnika i roba tzv. „zapečaćenim vlakovima”, željezničkim kompozicijama koje ne staju na teritoriju zemalja EU i nemaju mogućnost otvaranja prozora i vrata tijekom prijelaza, ali i taj je prijedlog napušten. Konačno je dogovoreno uvođenje posebnih dozvola za tranzit kroz Litvu (ali ne i Poljsku) za ruske državljane koji putuju u i iz Kalinjingradske oblasti, poznate kao Isprava za olakšani željeznički tranzit (FRTD) odnosno Isprava za olakšani tranzit (FTD) za željeznicu i cestovna putovanja.
Kalinjingradska oblast se od tada uglavnom opskrbljivala teretnim vlakovima koji su prolazili kroz Litvu. Međutim, 17. lipnja 2022., u znak odmazde za rusku invaziju na Ukrajinu i pozivajući se na smjernice EU-a o sankcijama prema Rusiji, Litva je započela s blokadom opskrbe eksklave putem ceste ili željeznice svim proizvodima koji podliježu sankcijama. Smjernice su dopunjene izuzećem željezničkoga prometa od ograničenja sve dok je obujam isporuka unutar prijašnjih obujama potrošnje. Šiaulių bankas, banka koja servisira tranzitna plaćanja, objavila je da će od 15. kolovoza odbiti prihvatiti plaćanja u rubljima, a od 1. rujna i sva plaćanja od ruskih pravnih i gospodarskih subjekata. Tranzit je i dalje moguć putem plaćanja inim bankama, ali će sigurno otežati tranzit jer će se plaćanja za svaku teretnu uslugu obrađivati zasebno u skladu s litavskim zakonima za borbu protiv prijevara.

### Zanimanje Europske unije
Kroz prevlaku Suwałki prolazi strateška cestovna arterija, poznata u međunarodnoj mreži E-cesta kao E67 ili kao Via Baltica (brza cesta S61 na poljskoj strani i autocesta A5 na litvanskom dijelu). Dio je sjevernomorsko-baltičkoga koridora (prethodno baltičko-jadranskoga koridora), jedne od glavnih ruta Transeuropske prometne mreže (TEN-T) koja povezuje Finsku i baltičke države s ostatkom Europe. Poljska brza cesta već je većim dijelom dovršena s izuzetkom zaobilaznice Łomża. Otvaranje većine još neotvorenih dionica očekuje se do 2023. godine, a dovršetak ceste planira se do 2025. S litavske strane, izgradnja autoceste A5 do granice je u početnoj fazi. Očekuje se da će dionica autoceste u blizini prevlake Suwałki biti dovršena do kraja 2025.
Od početka ruske invazije na Ukrajinu, važnost prevlake Suwałki također je dobila na značaju kao važna komunikacija za civilni zračni prijevoz. Nakon stupanja na snagu sankcija Europske unije protiv Rusije i Bjelorusije, te uzvratnih sankcija od strane Rusije i zatvaranja civilnog zračnog prostora od strane Bjelorusije, jedini način da civilni zrakoplovi lete iz baltičkih država ili Finske na jug prema Europskoj uniji jest kroz prevlaku Suwałki. To je također put kojim prolazi jedini visokonaponski vod (LitPol Link) i jedina željeznica (jednokolosiječna, neelektrificirana) koja povezuje baltičke države s ostatkom Europske unije. Željeznička pruga dopire samo do Kaunasa, budući da Litva i Poljska imaju različite širine kolosijeka. Baltičke zemlje općenito koriste rusku širinu kolosijeka, a velika je većina poljskih željezničkih vozila prilagođena standardnoj europskoj širini kolosijeka od 1435 mm. Dana 1. svibnja 2022. otvorena je plinska interkonekcija Poljska–Litva, jedina zemaljska veza između baltičkog i finskog sustava cjevovoda za prirodni plin i ostatka Europske unije, razlog zbog kojeg su je EU vlasti prepoznale kao projekt od strateškog interesa.

## Vojna razmatranja

### Povijest
Davno prije nego što je prevlaka Suwałki postala predmetom zabrinutosti NATO-a, na tom se području zbilo nekoliko vojnih operacija i bitaka. Tijekom Napoleonove invazije na Rusiju, dio njegove vojske prošao je iz Varšavskoga vojvodstva preko prevlake Suwałki na put prema Rusiji, a početkom 1813., ostaci Napoleonove vojske povukle su se iz Kaunasa prema Varšavi istim putem. Obje bitke na Mazurskim jezerima tijekom Prvog svjetskog rata vodile su se na tom teritoriju. Na početku Drugog svjetskog rata njemačka je invazija na Poljsku uglavnom zaobišla to područje, a 1944. Crvena armija je jednostavno napredovala izravno prema Istočnoj Pruskoj, te nije došlo do većih bitaka u tom području.
Poljska i Litva pristupile su Sjevernoatlantskome savezu 1999. odnosno 2004. godine. S jedne strane, to je značilo da je kalinjingradska eksklava ostala okružena državama NATO-a, ali s druge strane to je stvorilo usko grlo za NATO savez, jer je prevlaka Suwałki jedina kopnena komunikacija za prijelaz vojnih postrojbi iz Poljske u baltičke zemlje i obrnuto. U slučaju njezina zauzimanja, baltičke države pale bi u okruženje Rusije i ruskog saveznika Bjelorusije. Čak i ako Bjelorusija ili Rusija nisu fizički prisutne na koridoru, on je dovoljno uzak da rakete kratkog dometa smještene u bilo kojoj zemlji mogu pogađati svaki vojni konvoj koji prolazi kroz koridor, dok su alternativni pravci isporuke morem ili zrakom, također ugroženi protuzračnim i protubrodskim projektilima raspoređenima u Kalinjingradskoj oblasti. Zbog svoje strateške važnosti za NATO i baltičke države, prevlaka Suwałki opisana je kao jedna od NATO-ovih vrućih točaka, njegova "Ahilova peta". Vojni je analitičari smatraju suvremenom inačicom hladnoratovskoga koridora Fulda.
U početku je ova ranjivost bila relativno malo zabrinjavajuća jer je tijekom većeg dijela 1990-ih Rusija prolazila duboku gospodarsku depresiju i političku krizu, što je zahtijevalo velike rezove u vojnom proračunu zemlje. Premda je Rusija imala brojčano značajnu vojsku, njezina je opremljenost bila slaba i imala je malu sposobnost vojnog djelovanja. Osim toga, odnosi Rusije i NATO-a tada su bili otvoreniji, Rusija nije bila bitno neprijateljski raspoložena prema NATO-u što je potvrđeno potpisivanjem sporazuma Founding Act on Mutual Relations, Cooperation and Security iz 1997., a smatralo se da će Rusija krenuti putem pacifističke demokracije i smanjujući svoj vojni i nuklearni potencijal. NATO-va odluka da neće graditi stalne baze iza rijeke Odre tada se činila razumnom.

### Jačanje napetosti
S dolaskom na vlast Vladimira Putina započelo je brojčano i kvalitativno poboljšanje naoružanja ruskih oružanih snaga. Primjerice, 2018. na to su područje raspoređene baterije raketa Iskander, koje mogu nositi nuklearne bojeve glave. Dodatni raketni sustavi raspoređeni su kasnih 2010-ih i to protubrodske rakete K-300P Bastion-P i P-800 Oniks, te protuzračne rakete S-400.
Općenito je važnost koridora među zapadnim državama u početku podcijenjena zbog činjenice da su zapadne zemlje nastojale normalizirati odnose s Rusijom. Stoga je većina NATO-ovih aktivnosti koncentrirana na vojne vježbe, a ne na odvraćanje raspoređivanjem sustava naoružanja. Promjena politike dogodila se postupno nakon ruske agresije na Ukrajinu, koja je započela 2014.
Nakon summita u Walesu 2014., a zatim summita u Varšavi 2016., članice NATO-a dogovorile su veću vojnu nazočnost u istočnim državama članicama Saveza, što je oblikovano u doktrinu pojačane prednje prisutnosti NATO-a. Poljska strana je 2018. godine predložila raspoređivanje stalne oklopne divizije i izgradnju vojne baze na području Bydgoszcz - Toruń (predložili su naziv "Fort Trump") i dodjelu 2 milijarde dolara financijske potpore, ali NATO na to nije pristao iz straha da je to potencijalno u suprotnosti s sporazumom iz 1997., koji između ostalog brani NATO-u izgradnju stalnih vojnih baza pokraj prevlake Suwałki.
Premda NATO u konačnici nije izgradio stalnu vojnu bazu, vojna situacija u regiji neprestance eskalira, a čini se da je taktika odvraćanja samo povećala koncentraciju vatrene moći na obje strane. U području prevlake Suwałki održane su brojne vojne vježbe, primjerice ruske vježbe Zapad 2017, Zapad 2021 u Bjelorusiji i Kalinjingradskoj oblasti, te NATO-ove vježbe Iron Wolf 2017. u Litvi i višegodišnje vježbe Saber Strike.
Ruske snage nisu napustile Bjelorusiju nakon vježbi 2022., već su napale Ukrajinu sa sjevera u veljači i ožujku iste godine. Ekskalacijom sukoba na svojim istočnim granicama, NATO je ojačao svoje istočno krilo s još više vojnih postrojbi, iako je prije odlučeno da neće uspostaviti stalnu prisutnost na svojim istočnim granicama. Situacija oko tog područja dodatno se zaoštrila nakon što je Litva zabranila tranzit sankcionirane robe preko svog teritorija. Kako se sigurnosna situacija ubrzano pogoršavala, litavski i islandski ministri vanjskih poslova rekli su da je Rusija de facto odbacila sporazum iz 1997., što je neizravno sugerirao i zamjenik glavnog tajnika NATO-a Mircea Geoană.

## Trenutačno stanje

### NATO
U ožujku 2022. najbliže postrojbe NATO-a ili njegovih država članica prevlaci Suwałki bile su:
- Višenacionalna brigada NATO-a s 900 njemačkih vojnika[83] zajedno s češkim, norveškim i nizozemskim postrojbama (ukupno oko 1600 pripadnika), te mehaniziranom pješačkom brigadom Željezni vuk smještenom u Rukli na litavskoj strani oko 140 km od granice.[84] Brigada je naoružana tenkovima Leopard 2, borbenim vozilima pješaštva Marder i samohodnim haubicama PzH-2000.[85] Podjedinica brigade Željeznog vuka, mehanizirana ulanska bojna Velike vojvotkinje Birutė smještena je u Alytusu oko 60 km od poljsko-litavske granice. Litavski parlament seimas usvojio je prijedlog zakona o hitnom reaktiviranju i modernizaciji napuštene vojne baze u Rūdininkaiju oko 35 km južno od Vilniusa i 125 km od prevlake Suwałki.[86] Baza je ponovno otvorena 2. lipnja 2022. i može primiti 3000 vojnika.[87]
- Američka skupina veličine bataljuna (800 ljudi) 185. pješačke pukovnije (od sredine 2022.) zajedno s poljskom 15. mehaniziranom brigadom, 400 britanskih kraljevskih dragona i manji broj rumunjskih i hrvatskih vojnika. Te su postrojbe stacionirane u blizini poljskih gradova Orzysz i Bemowo Piskie, otprilike na istoj udaljenosti od granice kao i Rukla s litavske strane.[88][89] Snage su naoružane američkim tenkovima M1 Abrams i poljskim modificiranim tenkovima T-72, Strykerom, M3 Bradley i poljskim borbenim vozilima pješaštva BWP-1, hrvatskim raketnim sustavom M-92 i rumunjskim sustavom protuzračne obrane.[90][85] Sve brigade iz drugih zemalja NATO-a u obje zemlje smjenjuju se na rotacijskoj osnovi. Poljske i litavske brigade domaćini potpisale su sporazum o međusobnoj suradnji 2020. godine, ali za razliku od međunarodnih snaga, one nisu podređene zapovjedništvu NATO-a.[91][92]
- 14. protutenkovska topnička pukovnija pod poljskim zapovjedništvom smještena je u vojarni u Suwałkiju i naoružana je izraelskim raketama Spike-LR. Dodatne postrojbe pod poljskim zapovjedništvom na ovom području jesu topnička pukovnija u Węgorzewu, mehanizirana brigada u Giżycku i protuzračna jedinica u Gołdapu.[93]
- U slučaju kriznog stanja u kratkom je vremenu dostupno do 40 000 vojnika Snaga za odgovor NATO-a aktiviranih 25. veljače 2022. nakon ruske invazije na Ukrajinu.[94]

U lipnju 2022. glavni tajnik NATO-a Jens Stoltenberg obećao je baltičkim državama pojačanje u naoružanju i ljudstvu povećavajući prisutnost NATO-a na 3000 do 5000 vojnika u svakoj od baltičkih država i Poljskoj, a Snage za odgovor NATO-a povećat će se na 300 000 vojnika.

### Rusija i Bjelorusija
Kalinjingradska oblast je jako militarizirano područje podređeno zapovjedništvu Zapadnoga vojnog okruga Ruske vojske, opremljeno najboljom vojnom opremom i najelitnijim vojnim snagama kojima Rusija raspolaže. Od 1997. do 2010. cijela je oblast organizirana kao posebna regija pod jedinstvenim zapovjedništvom svih snaga koje su tamo smještene. Kaliningrad je stožer Baltičke flote i stožer 11. armijskog korpusa Ruske ratne mornarice s velikom sposobnošću protuzračne obrane i čije su divizije prošle opsežnu modernizaciju u kasnim 2010-ima. Jedinice smještene u Kalinjingradu sposobne su za borbu srednjeg intenziteta u tom području bez potpore s ruskog kopna. Grad Gusev u istočnome dijelu oblasti oko 50 km od tromeđe Vištytis, domaćin je 79. motorizirane streljačke brigade opremljene s BMP-2 i samohodnim haubicama 2S19 Msta i 11. tenkovske pukovnije s 90 tenkova od kojih su većina T-72B1, a najmanje 23 tenka su noviji T- 72B3s. Raketne jedinice stacionirane u zračnoj bazi Černjahovsk opremljene su raketnim sustavom Iskander, a većina jedinica smještena u okolici Kalinjingrada opremljena je višecjevnim raketnim bacačima Smerč i BM-27 Uragan. Ruske snage u Kalinjingradu također su opremljene za vođenje elektroničkog ratovanja, u kojem su stekle veliko iskustvo tijekom operacija hibridnog ratovanja u Donbasu.
Rusija nije službeno potvrdila ima li nuklearne bojeve glave u eksklavi, ali poznato je da projektili Iskander mogu nositi takvo oružje. Federacija američkih znanstvenika objavila je 2018. fotografije na kojima se vidi kako se skladište oružja sjeverozapadno od Kalinjingrada nadograđuje na način da se omogući skladištenje nuklearnog oružja, a litavski ministar obrane Arvydas Anušauskas tvrdi da ih Rusija već ima u eksklavi.
Bjelorusko vojno zapovjedništvo, iako je formalno neovisno, organizacijski se uskladilo s ruskim zapovjedništvom i u mnogim je aspektima u potpunosti ili u znatnoj mjeri ovisno o ruskim obrambenim institucijama i postrojbama. Premda premalo ulaže u vlastitu vojsku, bjeloruske su vlasti radije produbile vojnu suradnju sa svojim istočnim susjedom i ostavile vlastitu vojsku s niskim ofenzivnim sposobnostima i jedinom izvedivom ulogom potpore glavnim ruskim snagama. Primjerice, zemlje imaju zajednički sustav protuzračne obrane, uključujući i zapovjedništvo. Na bjeloruskoj je strani relativno malo postrojbi. Sjedište Zapadnoga operativnog zapovjedništva (jedno od dva u Bjelorusiji) i 6. mehanizirana brigada opremljena protuzračnim raketnim sustavom S-300 smješteni su u Grodnu, a baza zračnih snaga u Lidi. Bjeloruske vojne snage dobile su od Rusije pojačanja u naoružanju uoči vježbi Zapad-2021, primjerice više raketa za sustav S-300 u Grodnu, i raketni sustav S-400 u Gomeljskoj oblasti početkom 2022. Aleksandar Lukašenko je u svibnju 2022. objavio da je Bjelorusija od Ruske Federacije kupila raketne sustave Iskander i S-400.

## Strategija

### Napad
Postoji široki konsenzus među zapadnim vojnim trustovima mozgova da bi svaki hipotetski napad na NATO započeo ili uključivao pokušaj zauzimanja prevlake Suwałki i okruživanja baltičkih država s kopna. Smatra se da razlozi za navodni napad nisu primarno ruska okupacija triju bivših sovjetskih republika, već sijanje nepovjerenja u sposobnost NATO-a u obrani vlastitih članica, diskreditiranje zapadnoga vojnog saveza i etabliranje položaja Rusije kao jedne od glavnih vojnih sila. Mogući scenarij za takav potez iznio je umirovljeni ruski pukovnik i vojni analitičar Igor Korotčenko, koji je sugerirao da bi Rusi mogli istovremeno preuzeti prevlaku Suwałki i švedski otok Gotland dok bi istovremeno ometali NATO-ove radio signale, te tako postigli presijecanje svih kopnenih i morskih putova opskrbe i istovremenu telekomunikacijsku izolaciju baltičkih država.
Unatoč činjenici da je poljska strana prevlake Suwałki kraća, prema mišljenju stručnjaka, malo je vjerojatno da bi ruske vojne snage koristile to područje kao glavni smjer prodora. Ruski dokument iz 2019. ukazao je da bi se potencijalni napad koji bi baltičke države odsjekao od ostatka NATO-a zbog očekivanog manjeg otpora vjerojatno zbio u jugozapadnoj Litvi, nešto sjevernije od prevlake Suwałki. Isti su pravac prodora uvježbavale ruske i bjeloruske oružane snage tijekom vojnih vježbi Zapad 2017 i Zapad 2021. Dokumenti Centra za analizu europske politike (CEPA) i Švedske agencije za obrambena istraživanja (FOI) također ukazuju da taj pravac prodora smatraju vjerojatnijim, pošto je teren ravniji i manje šumovit, dakle povoljniji za napadno djelovanje tenkovskih i mehaniziranih pješačkih postrojbi. Faustyna Klocek bila je jedna od rijetkih koja je predložila da će se napad eventualno dogoditi preko poljskog teritorija. Tijekom migrantske krize na istočnoj granici NATO-a i EU-a, dužnosnici NATO-a i ukrajinske obavještajne službe izrazili su zabrinutost da će Bjelorusija poslati migrante u prevlaku Suwałki kako bi destabilizirala područje, što bi zauzvrat Rusiji dalo izgovor za razmještanje "mirovnih" postrojbi.
Manji dio analitičara, uključujući Michaela Kofmana iz američke neprofitne udruge za vojnu analizu CNA, tvrdi da je važnost prevlake Suwałki precijenjena i da su se prethodne analize, koje su nužno bile ograničene, oslanjale na pojednostavljeni pogled na rusku vojsku i nisu dovoljno analizirale njezinu vojnu doktrinu u cjelini.
Početne procjene sposobnosti obrane baltičkih država u ovakvom scenariju bile su vrlo negativne. U 2016. američki trust mozgova RAND Corporation proveo je simulacije koje su procjenjivale da bi s tada dostupnim snagama NATO-a i unatoč manjoj vojnoj prisutnosti na tom području nego u sovjetsko doba, neočekivani napad ruskih oružanih snaga doveo do okupacije Rige i Tallinna u vremenu od 36 do 60 sati od početka invazije. Analitičari pripisuju brzo napredovanje ruske vojske taktičkoj prednosti u regiji, lakšoj logistici, te boljoj manevarskoj sposobnosti i prednosti u oklopnim jedinicama i topništvu. Prema očekivanjima NATO-a, ruske oružane snage pokušat će napasti baltičke države, presjeći njihov jedini kopneni put prema ostatku NATO-a i stvoriti situaciju svršenog čina prije nego što pojačanja NATO-a budu u mogućnosti kopnom stići u pomoć (pojačanja zrakom su mnogo skuplja i ranjiva su na napade zemlja-zrak), samo da bi se suočili s dilemom između predaje područja osvajaču ili izravnog sukoba s ruskim postrojbama, riskirajući tako potencijalnu eskalaciju u nuklearni sukob. Ben Hodges, umirovljeni general američke vojske koji je služio kao visoki zapovjednik NATO-a i koautor rada koji je objavio CEPA, izjavio je 2018. da je prevlaka Suwałki područje gdje "mnoge (od) NATO-ovih slabosti konvergiraju[...]". Međutim, nakon velikih ruskih neuspjeha tijekom invazije na Ukrajinu, Hodges je promijenio mišljenje, rekavši da je NATO mnogo bolje pripremljen i da bi mogao držati kontrolu nad područjem u slučaju napada, osobito zato što bi Švedska i Finska po njegovom mišljenju vjerojatno pritekla u pomoć NATO-u unatoč tome što u tom trenutku nisu bile članovi Saveza. Estonski zastupnik procijenio je da bi članstvo Finske u NATO-u, što se u međuvremenu i ostvarilo, sigurnosnu situaciju baltičkih država učinilo više održivom u slučaju hipotetske ruske invazije zahvaljujući alternativnom koridoru koji se proteže kroz vode Finskoga zaljeva, a kojega bi mogla stvoriti i obraniti relativno robusna Finska mornarica. Također je sugerirano da bi švedsko pristupanje NATO-u konačno omogućilo NATO-u određenu stratešku dubinu u tom području i na drugi način olakšalo obranu baltičkih država.
Čini se da među Rusima postoji snažna podrška invaziji Rusije na to područje. Rezultati ankete iz ožujka 2022. koju je proveo ukrajinski anketar skrivajući svoj identitet dok je tražio odgovore i koji je postavljao pitanja oblikujući ih u skladu s retorikom ruskih vlasti i masmedija, pokazali su da bi velika većina Rusa podržala invaziju na drugu državu u slučaju "specijalne vojne operacije“ (kako Rusija službeno naziva invaziju na Ukrajinu), te da bi najveća podrška invaziji (tri četvrtine nesuzdržanih od odgovora i gotovo polovica svih ispitanika) bila protiv Poljske, a zatim protiv baltičkih država.

### Obrana
Vojni analitičari sugeriraju da geografske karakteristike prevlake Suwałki i šire regije olakšavaju obranu od napadačkih sila zbog velikih površina prekrivenih gustim šumama, potocima i jezerima koje otežavaju kretanje i manevriranje oklopnih postrojbi. Osim toga, tlo u tom području znatno otežava kretanje u kišnim uvjetima, jer područja izvan cesta ili ceste bez tvrde podloge postaju blatnjave do granice neprohodnosti. Izvješće Centra za analizu europske politike ističe da brdovit i šumoviti teren poljskog dijela prevlake Suwałki pogoduje obrambenom ratovanju, poput postavljanja zasjeda i držanja ukopanih položaja, a slaba razvijenost cestovne mreže koja uglavnom nisu izgrađena za prijevoz teškog tereta znači da se oklopne postrojbe mogu lako blokirati. Prirodna obrana uvelike eliminira potrebu za izgradnjom vojnih utvrda, pa su neke od njih, poput one u Bakałarzewu, pretvorene u privatne muzeje. S druge strane to također znači da bi bilo vrlo teško otjerati ruske vojne snage iz tog područja ako Rusija osvoji koridor, što bi se moglo dogoditi ako pojačanja NATO-a stignu prekasno. Sva izvješća ukazuju da su uvjeti nepovoljni za mehanizirane i oklopne kopnene snage, osobito po lošem vremenu.
Trenutna poljska vojna doktrina predviđa koncentriranje jedinica u blizini ruske i bjeloruske granice i vođenje kampanje obrambenog djelovanja na sličan način kao što ju je Poljska vodila u rujnu 1939. Izveden je niz vojnih simulacija za provjeru scenarija mogućeg napada. U prvom scenariju iz 2019. godine, War College US Marine Corps modelirao je hipotetsku eskalaciju u Treći svjetski rat. Drugi scenarij, kodnog naziva Zima-20, provela je Poljska akademija za ratne studije na zahtjev Ministarstva obrane 2020. godine. Oba scenarija uzimaju u obzir otpor poljskih oružanih snaga opremljenim suvremenim naoružanjem i vojnom opremom koja tek treba biti isporučena. Cilj poljskih snaga jest po svaku cijenu izdržati napad invazijskih snaga oko 22 dana od početnog napada na prevlaku Suwałki do sprječavanja prodora duž čitave granice Istočne Poljske sve do dolaska pojačanja iz zemalja NATO-a. Obje su analize dale katastrofalne rezultate za branitelje. U američkoj simulaciji, poljske jedinice imale bi gubitke od oko 60 000 vojnika u prvom danu rata, a NATO i Rusija vodili bi bitku koja bi bila vrlo krvava za obje strane s gubicima od oko 50% unutar prva 72 sata od početka vojnih operacija. Rezultati simulacije Zima-20, koje se treba tumačiti s određenom dozom opreza, pokazali da su da bi već 4. dana invazije ruske vojne snage prodrle do rijeke Visle i da bi već započela bitka za Varšavu, dok bi do 5. dana poljske morske luke već bile okupirane ili dovoljno oštećene da bi postale neupotrebljive za dovlačenje pojačanja. Poljska mornarica i zrakoplovstvo bili bi u potpunosti uništeni unatoč pomoći NATO-a, dok bi poljska kopnena vojska u blizini istočne granice mogla izgubiti čak 60 do 80% ljudstva i materijala.
Analize predviđaju da će, za razliku od onoga što se događalo na Krimu 2014., ruske invazijske snage naići na velik otpor među lokalnim stanovništvom s obzirom na dominantno neprijateljsko raspoloženje prema Rusima. Istraživanje Daniela Michalskog pokazalo je da je lokalno stanovništvo u regiji neadekvatno pripremljeno za hipotetski vojni sukob i da u tom području gotovo da nema civila koji su odmah spremni uključiti se u borbu. Šire regionalne napetosti su tolike da to umanjuje dolazak rijetkih turista u ovo područje iz straha od ekskalacije, iako Andrzej Sęk i umirovljeni pukovnik Kazimierz Kuczyński tvrde da su takvi strahovi neutemeljeni, pošto se ruski vojni resursi troše u Ukrajini.

#### Predložena rješenja
Vojna doktrina NATO-a pretpostavlja da bi njegove države članice morale zadržati invaziju onoliko dugo koliko je glavnini NATO-a potrebno za slanje pojačanja napadnutim državama, a u međuvremenu bi NATO djelovao na terenu koristeći brojčano malobrojne elitne postrojbe poslane u to područje. Ne postoji, međutim, konsenzus o pravoj vrsti snaga i njihovom načinu raspoređivanja u blizini prevlake Suwałki koji bi najbolje odgovarao doktrini, iako prevladava mišljenje da bi barem nešto snaga ili novca za poboljšanje vojne infrastrukture trebalo poslati u Poljsku.
Među analitičarima koji su u svojim izvješćima ili člancima mišljenja uzeli u obzir ranjivost prevlake Suwałki, većina je tvrdila da bi trebao postojati neki oblik stalne američke vojne prisutnosti u Poljskoj, a većina se izvješća složila da bi NATO (ili američke) jedinice što je više moguće trebale biti pokretljive. Varšavski institut tvrdi da bi vojna baza čiju je izgradnju predložila Poljska 2018. bila učinkovito sredstvo odvraćanja za Rusiju i osigurala bi brzo slanje američkih snaga u prevlaku Suwałki, premda bi struktura bila skupa za održavanje. Vojni analitičari Hunzeker i Lanoszka tvrde da su strahovi oko ovog geografskog uskog grla pretjerani, kao i mogućnost rata Rusije i NATO-a, ali i da ništa ne bi trebalo ograničiti NATO da napadne Kalinjingradsku oblast ili Bjelorusiju ako se i potonja uključi u sukob. Oni također zagovaraju stalnu prisutnost američke vojske, ali s jedinicama raspršenim po cijeloj Poljskoj umjesto jedne velike vojne baze kako bi se izbjeglo provociranje ruske strane. Drugo izvješće Instituta za strateške studije (SSI) također savjetuje stalnu prisutnost jedne brigade postrojbi NATO-a u svakoj od baltičkih država. Hodges i sur. iz trusta mozgova CEPA, u načelu se slaže s povećanom stalnom prisutnosti američkih snaga (uključujući stožer divizije), ali također tvrdi da snage NATO-a moraju imati veliku mobilnost da se izbjegne njihovo zaobilaženje od strane ruskih motoriziranih snaga. Njegovo izvješće također preporučuje povećanje napora u poboljšanje transportnih sposobnosti i smanjenje birokratskih prepreka između država članica NATO-a, napominjući da je obrana prevlake Suwałki drugačiji izazov od obrane koridora Fulda iz doba Hladnog rata. John R. Deni iz trusta mozgova SSI ponovio je argumente CEPA-e, te ustvrdio da bi NATO trebao zanemariti sporazum iz 1997. o izbjegavanju gomilanja vojnih snaga na području bivših država Varšavskoga ugovora, pošto je Rusija rasporedila veliki kontingent ruskih postrojbi i modernoga oružja u Bjelorusiji neposredno prije početka rata u Ukrajini, te bi trebao započeti znatno povećanje naoružanja i broja vojnika u blizini prevlake Suwałki i u baltičkim državama.
Neki stručnjaci pak tvrde suprotno, da bi pojačana prisutnost NATO-a mogla biti štetna za NATO. Nikolaj Sokov iz Centra za proučavanje neširenja oružja James Martin, pišući za konzervativni list The National Interest, kritizirao je preporuke za povećanje vojne prisutnosti, tvrdeći da bi Rusija i NATO trebali naučiti živjeti sa svojim vlastitim ranjivostima kako bi spriječili utrku u naoružanju. Neki ljudi, kao što je Dmitrij Trenjin iz moskovskoga centra Carnegie,tvrde da se već događalo da je Rusija povećala raspoređivanje vlastitih vojnih snaga u tom području iz straha zbog povećane prisutnosti NATO-a. James J. Coyle iz Atlantskoga vijeća na sličan je način tvrdio da Zapad ne bi trebao eskalirati slanjem novih vojnika i opreme u neposrednu blizinu prevlake Suwałki, već da se umjesto toga treba osloniti na učinkovitiju logističku podršku u slučaju rata. Viljar Veebel i Zdzisław Śliwa, s druge strane, predložili su da bi NATO trebao ili rasporediti što više vojnika ne obraćajući pozornost na ruske pritužbe ili ih pokušati uvjeriti da ne pojačavaju svoje snage u blizini prevlake Suwałki drugim sredstvima (primjerice eskaliranjem u drugim teatrima napetosti).

## U književnosti
Iako je relativno novi izraz, prevlaka Suwałki je već stekla određeni interes u književnosti. Umirovljeni britanski general Richard Shirreff, koji je tri godine služio kao zamjenik vrhovnoga zapovjednika savezničkih snaga u Europi, napisao je 2016. roman s temom rata između Rusije i NATO-a, gdje je jedno od ratišta u blizini prevlake Suwałki. U priči čija je radnja smještena u 2017., Shirreff opisuje kako je Rusija lako nadvladala baltičke države dok su zapadni vladini dužnosnici gubili dragocjeno vrijeme u traženju doličnoga odgovora. Godine 2017. izašao je kriminalistički roman na njemačkom jeziku Suwalki Gap Renéa Antoinea Fayettea.